# L'Adoration des mages (Fabriano)
Pour les articles homonymes, voir L'Adoration des mages (homonymie).
L'Adoration des mages (en italien : Adorazione dei Re Magi, episodi dell'infanzia di Cristo, Cristo, profeti, motivo decorativo floreale) est le nom donné à un ensemble retable polyptyque réalisé en peinture a tempera et fond or et argent sur bois par Gentile da Fabriano en 1423 ; il est présenté entier avec son encadrement doré d'origine et sa prédelle au musée des Offices à Florence (avec une copie de la Présentation au temple de la prédelle, l'original étant conservé au musée du Louvre).

## Historique
La commande émane du banquier Palla Strozzi pour la chapelle de sa famille dans la basilique Santa Trinita de Florence.
Le travail mêle sgraffito, empâtement et poinçonné, pour plus d'effets et de richesse dans les moyens (fond d'or).
L'œuvre est signée sur la baguette du cadre entre le panneau principal et la prédelle : :OPVS::GENTILIS:DE:FRABRIANO: sur la gauche et datée M CCCC•XX III:MENSIS:MAII sur la droite.
Avec l'invasion napoléonienne en Italie de 1806, le retable est déposé de l'église, puis transféré à la Galerie de l'Académie pour l'éducation des peintres. En 1812, la prédelle est privée de la Présentation au Temple pour être donnée au Louvre et, en 1919, l'ensemble est présenté aux Offices.

## Thème
L'Adoration des mages figurant dans le panneau principal est le sujet de l'iconographie chrétienne traitant de l'épisode qui suit immédiatement la Nativité et l'Annonce aux bergers.
D'autres épisodes du Nouveau Testament sur l'enfance du Christ figurent également sur la prédelle.
Des figures tutélaires de l'Ancien Testament sont aussi présentes en compléments des grandes scènes.

## Description
Encadrement architectural
Trois arcades reposant latéralement sur des pilastres et au centre sur deux consoles révèlent plusieurs scènes :
dans l'arcade centrale, figure, précédant l'adoration, le cortège des mages à travers un paysage aux architectures médiévales débordant sur les arcades latérales, relatant les détails de leur voyage :
à gauche l’annonce de la naissance du Seigneur aux mages, au centre leur voyage jusqu’à Jérusalem, à droite leur départ pour Bethléem.

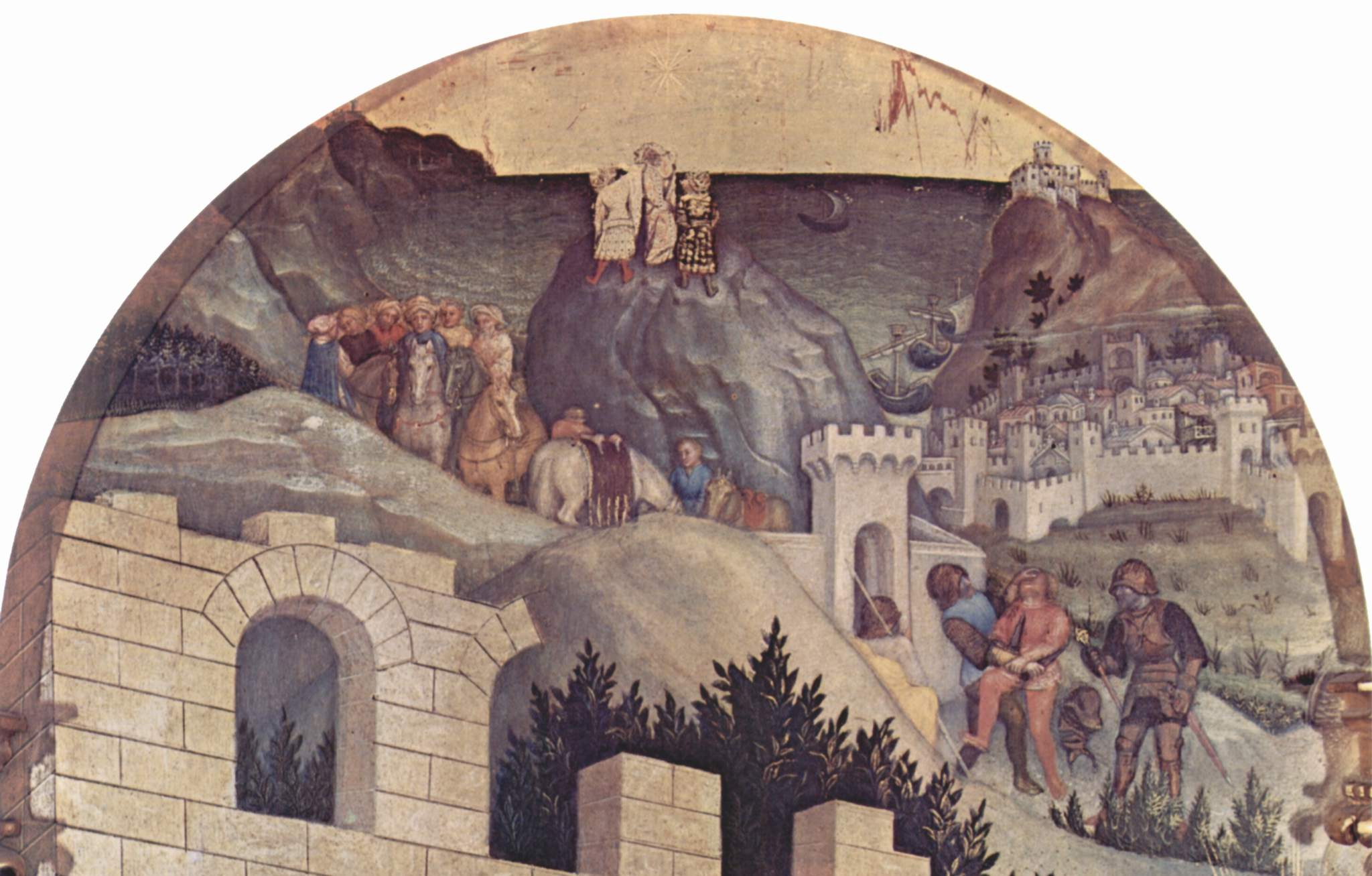
L'Annonce par l'étoile.
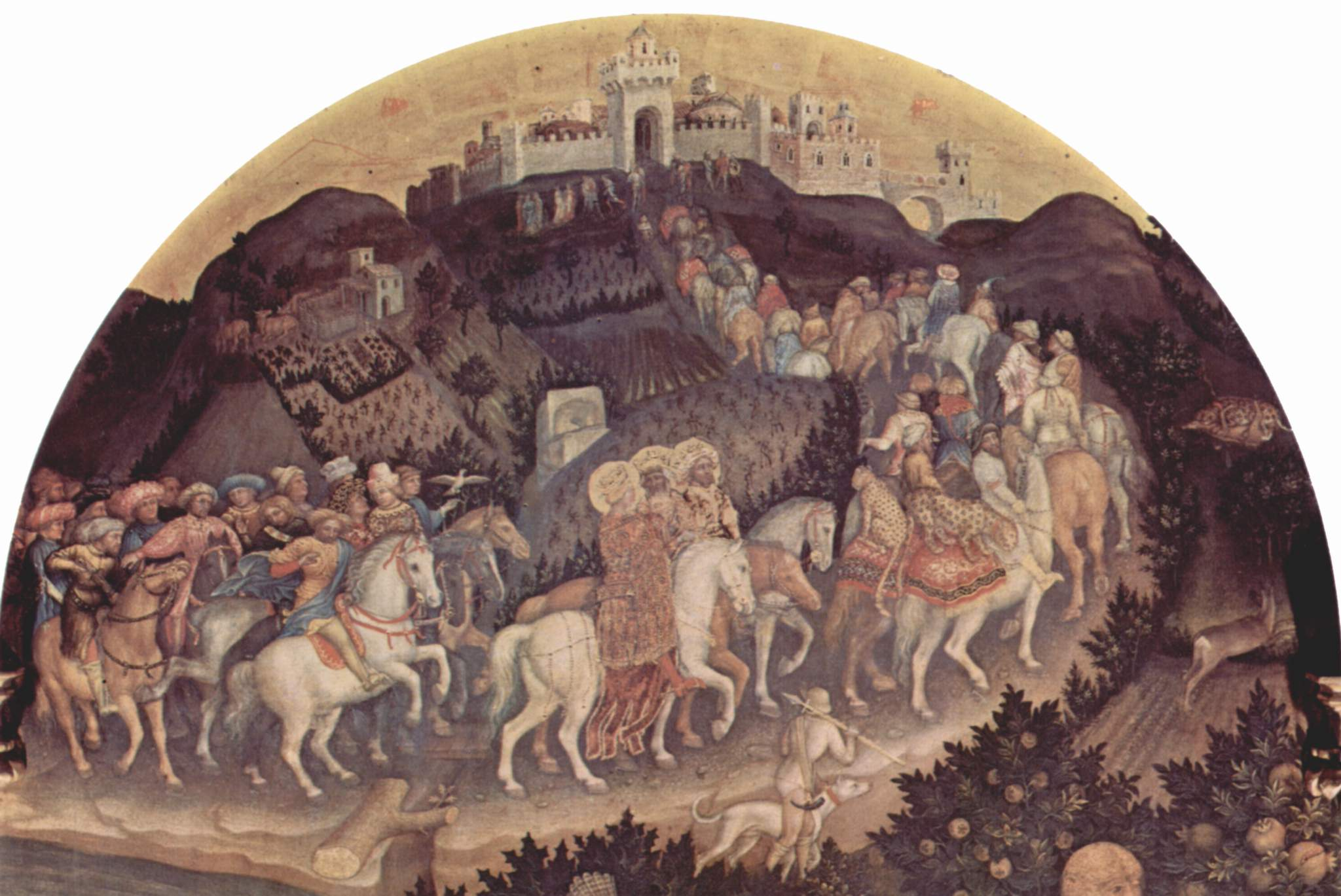
Le voyage par Jérusalem.
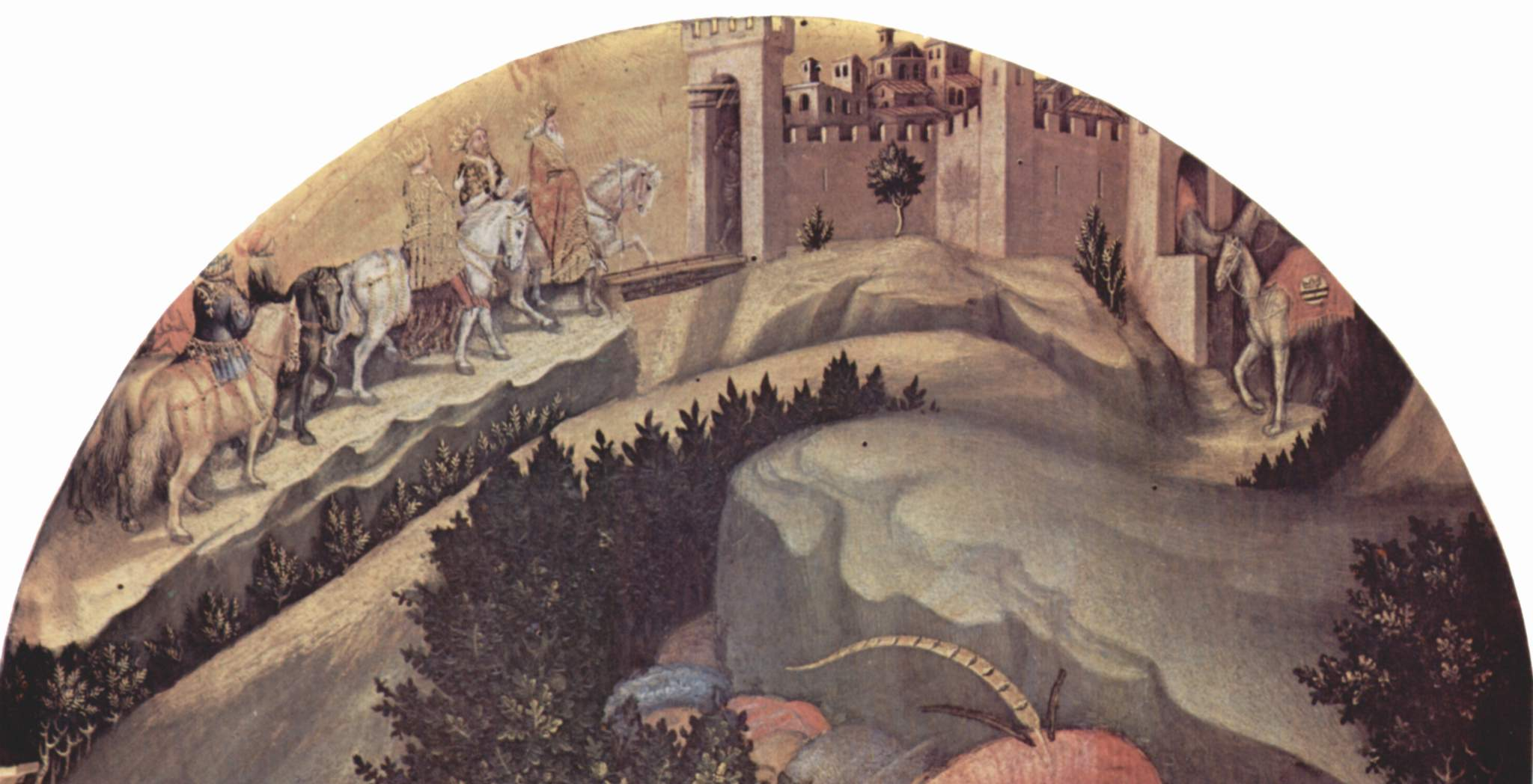
L'arrivée à Bethléem.

Panneau principal - L'Adoration des mages (173 × 220 cm)
Respectant la hiérarchie de leur âge, le plus vieux des mages est agenouillé embrassant les pieds de l'Enfant Jésus et béni par lui, et, présentant leur présent, celui d'âge mûr se penche, le plus jeune demeure debout en retrait (un page lui retire ses éperons). 
Plusieurs détails exotiques soulignent la provenance lointaine des visiteurs (singes, oiseaux, léopards). 

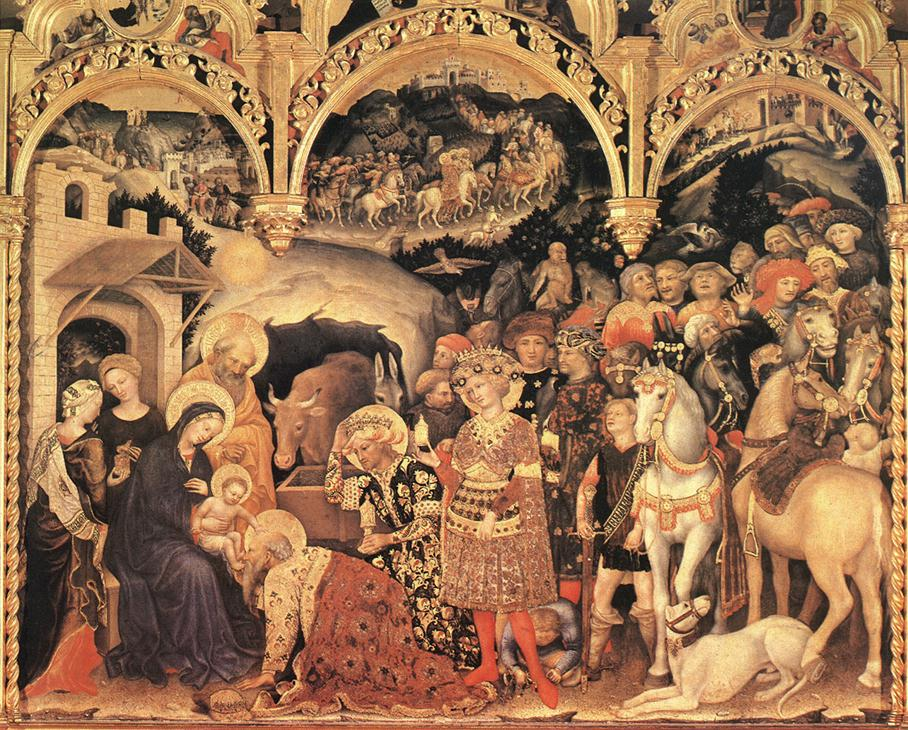
Le panneau central dans son entier.
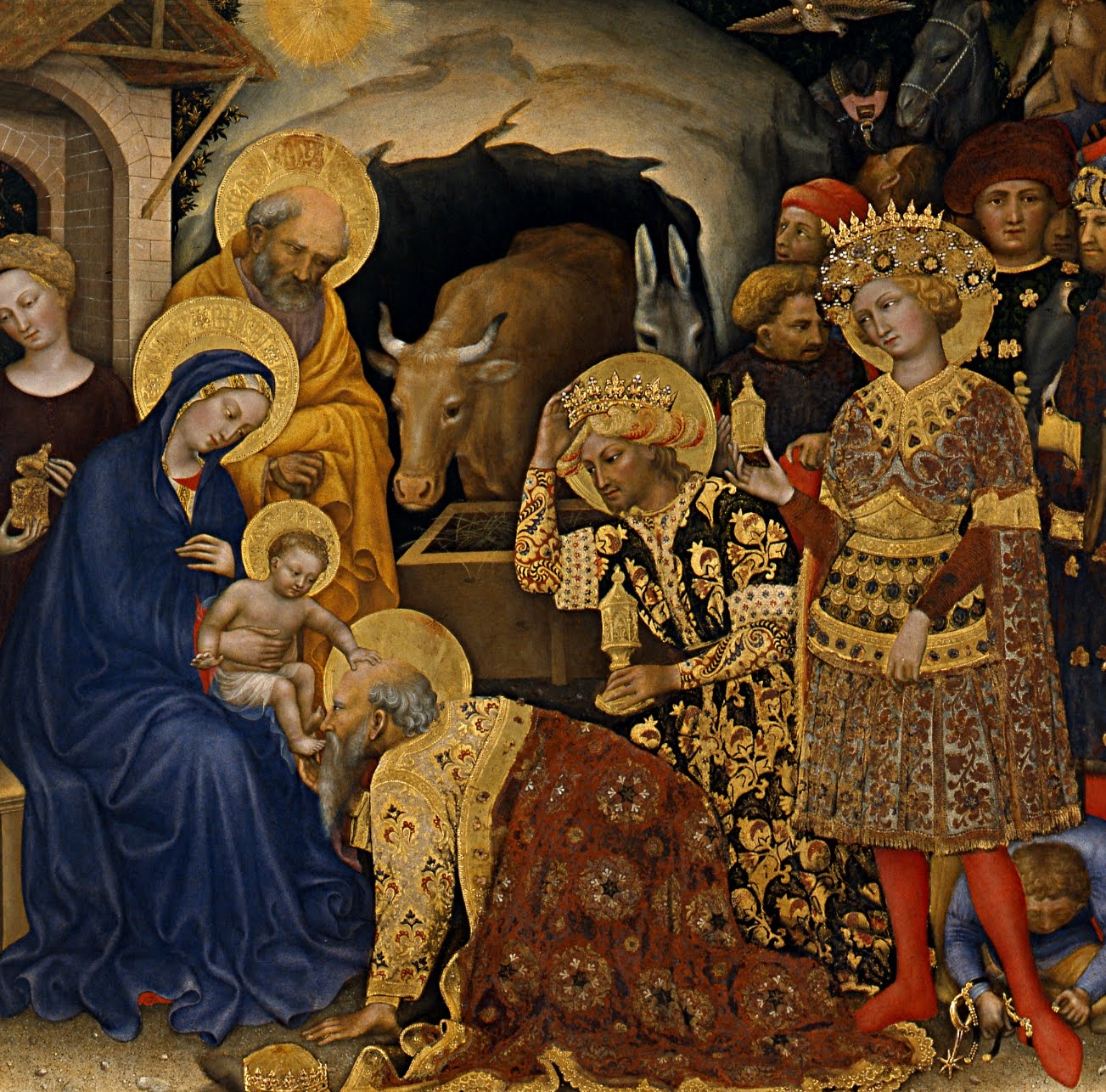
Les rois mages dans leur hiérarchie.
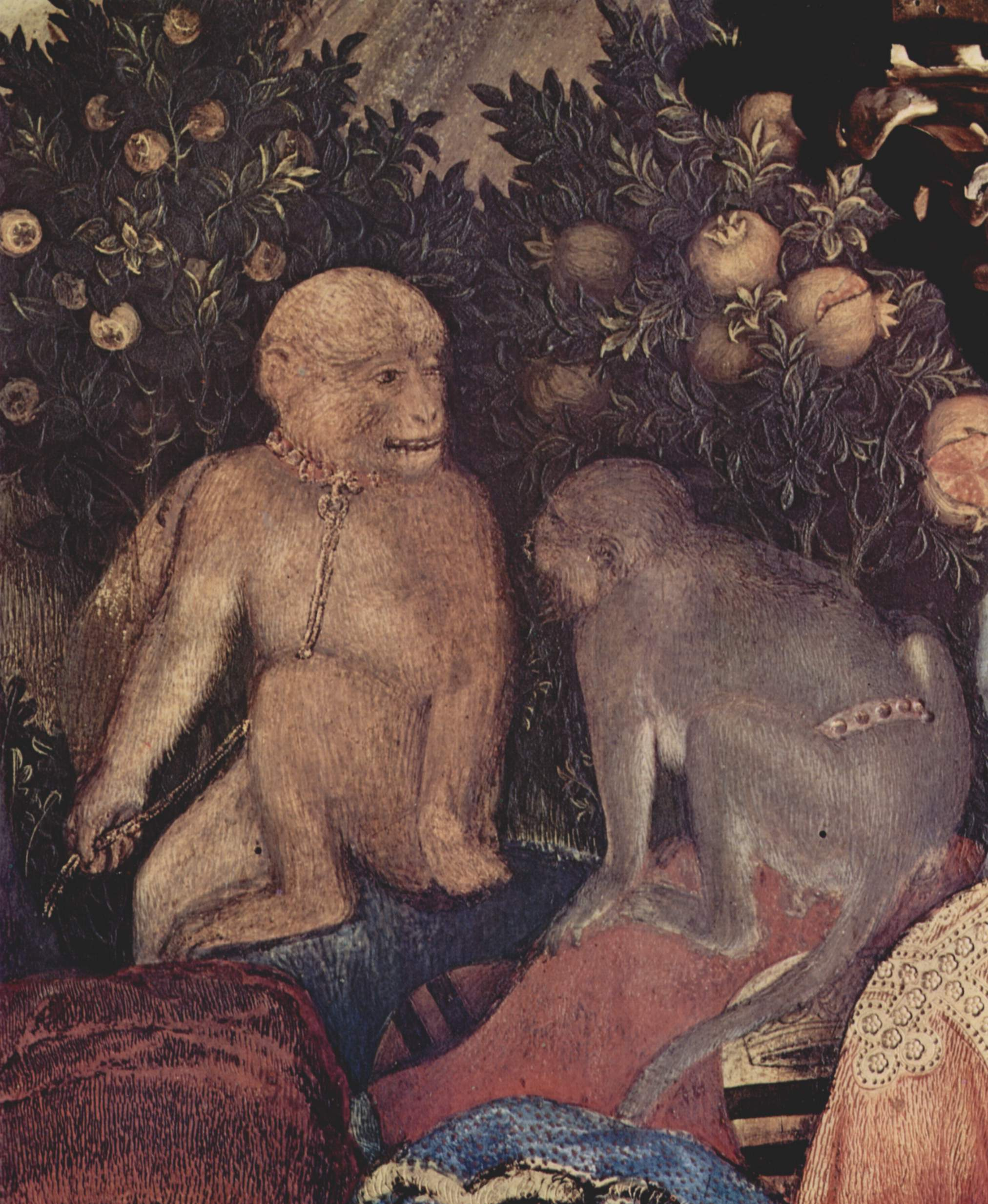
L'exotisme du cortège
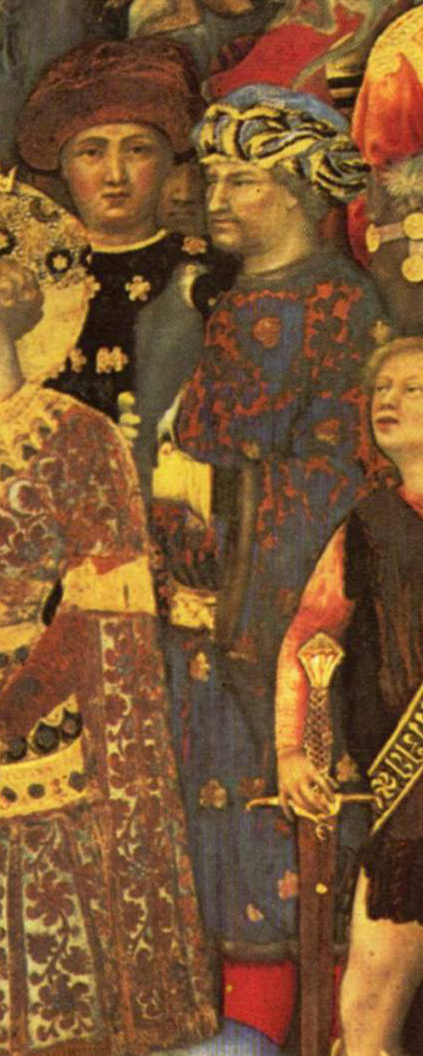
Représentation du donateur et son fils.

Médaillons
Surmontant le panneau principal, trois médaillons figurent dans les pinacles.
- Christ  bénissant
- Annonciation d'encadrement exposant à gauche l'« Ange annonciateur » et à droite « La Vierge annoncée ».

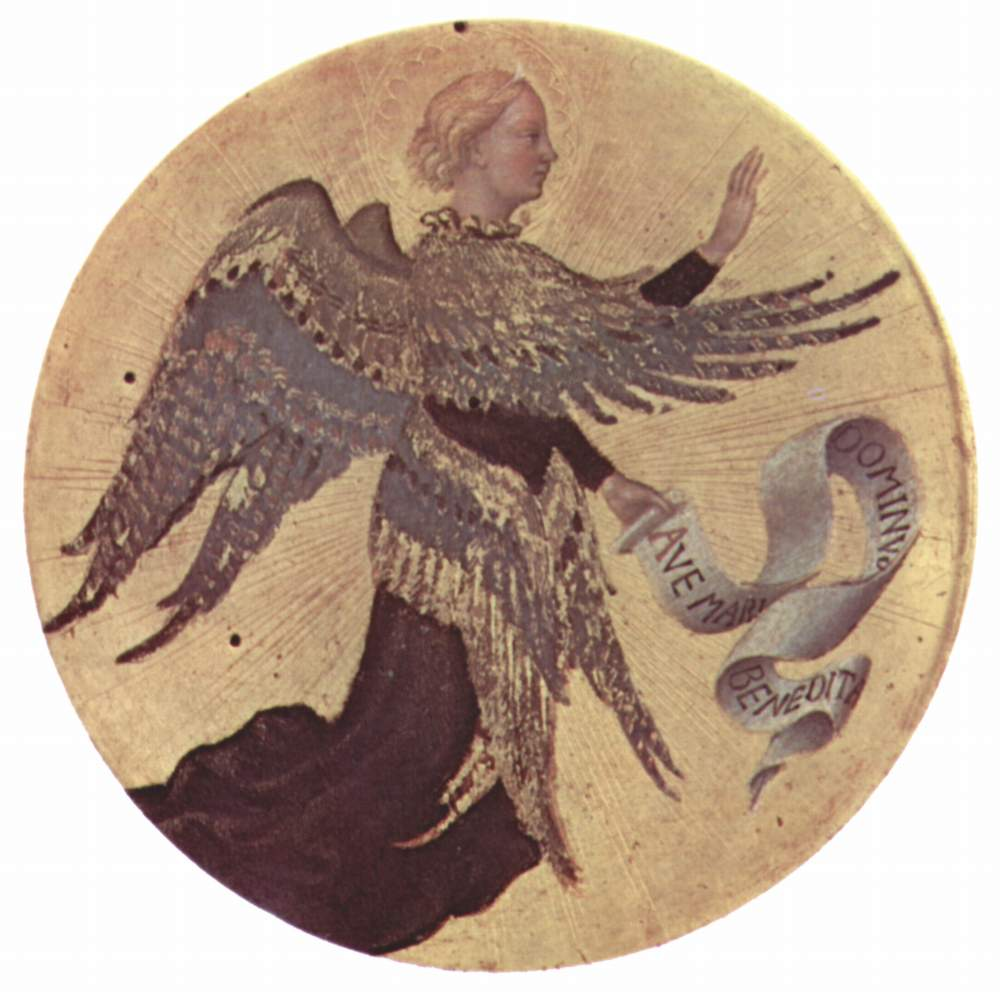
Ange annonciateur.
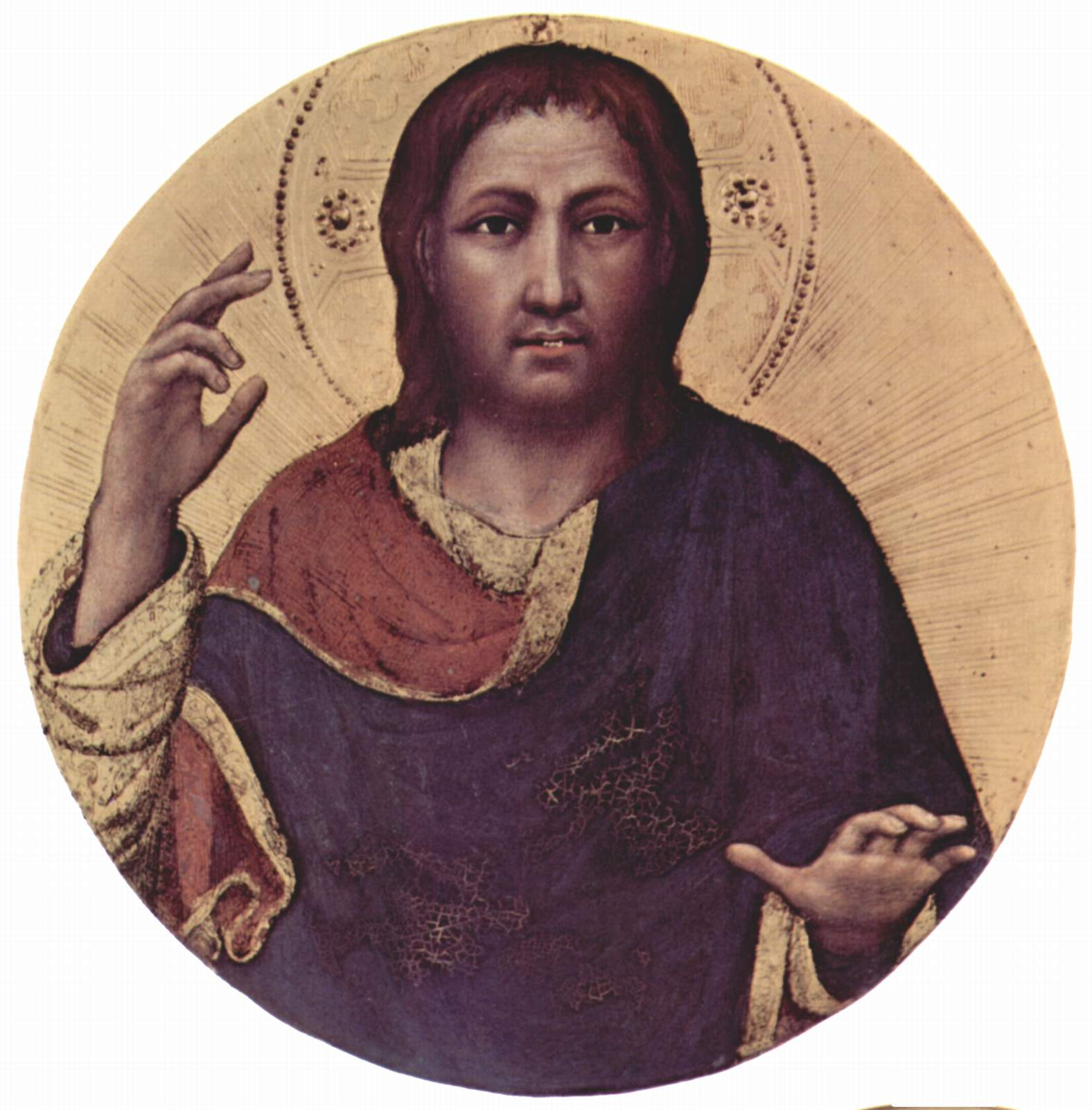
Christ bénissant.
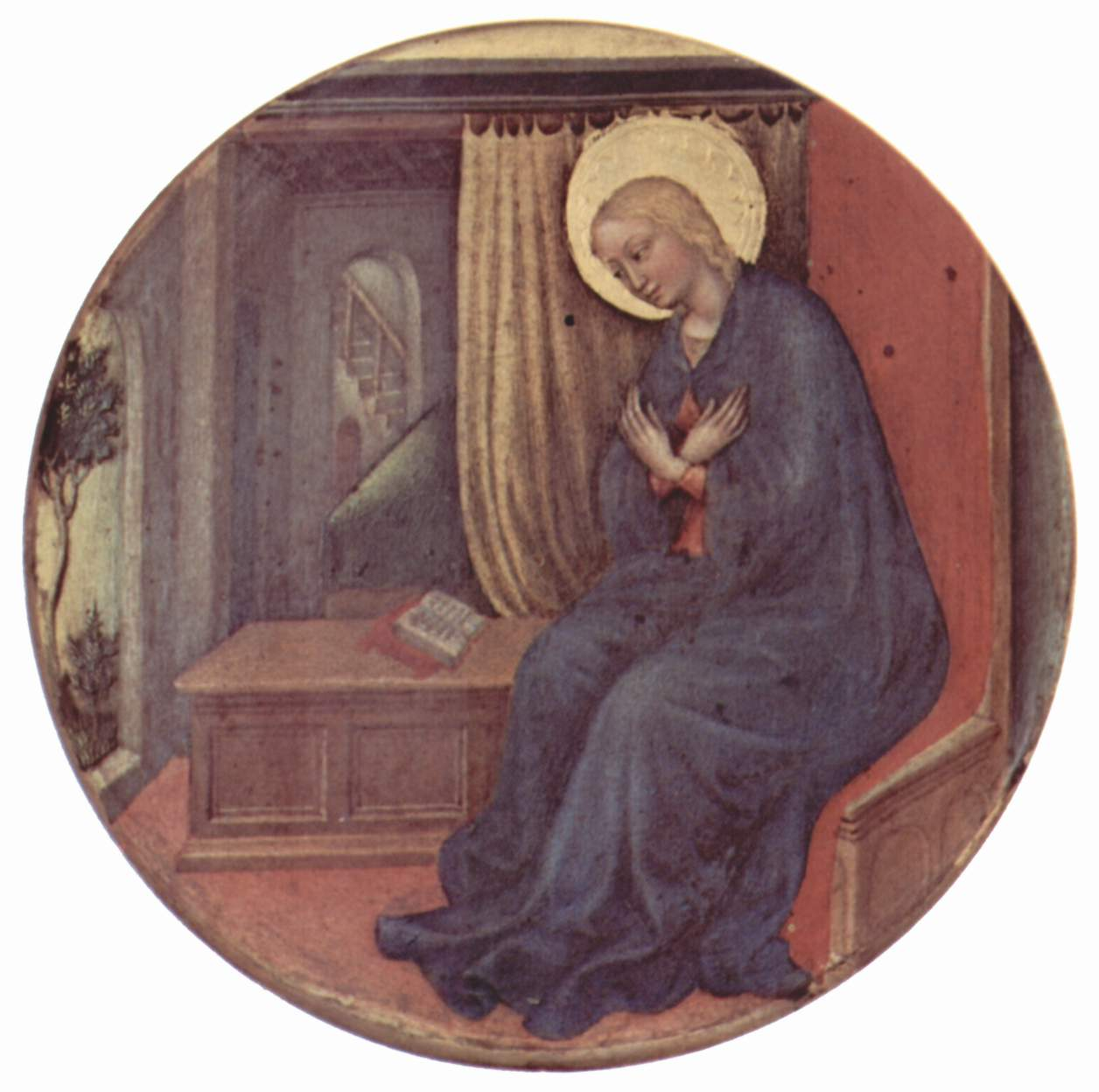
Vierge annoncée.

En plus des séraphins posés au-dessus de ces médaillons, figurent, posés, six Prophètes allongés dans les écoinçons.

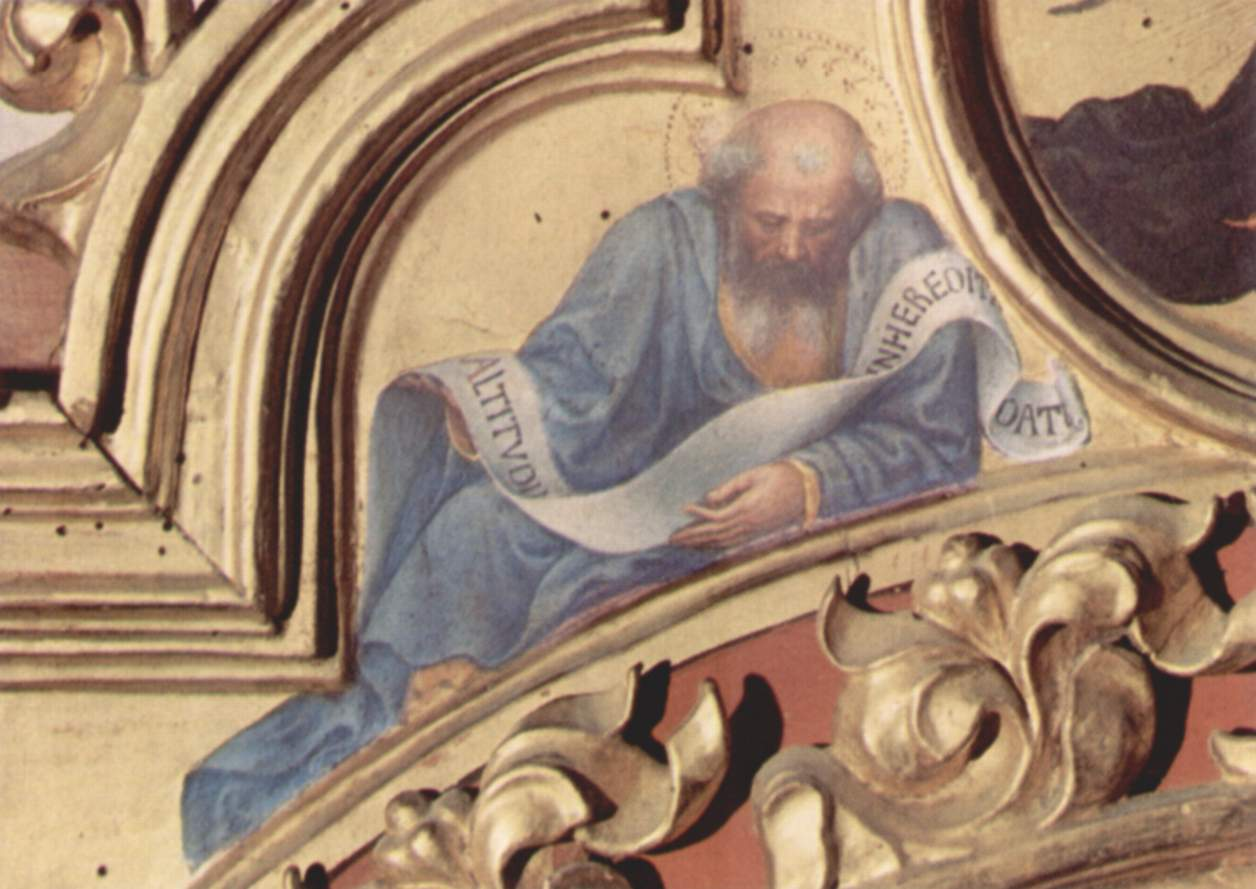
Ézéchiel.
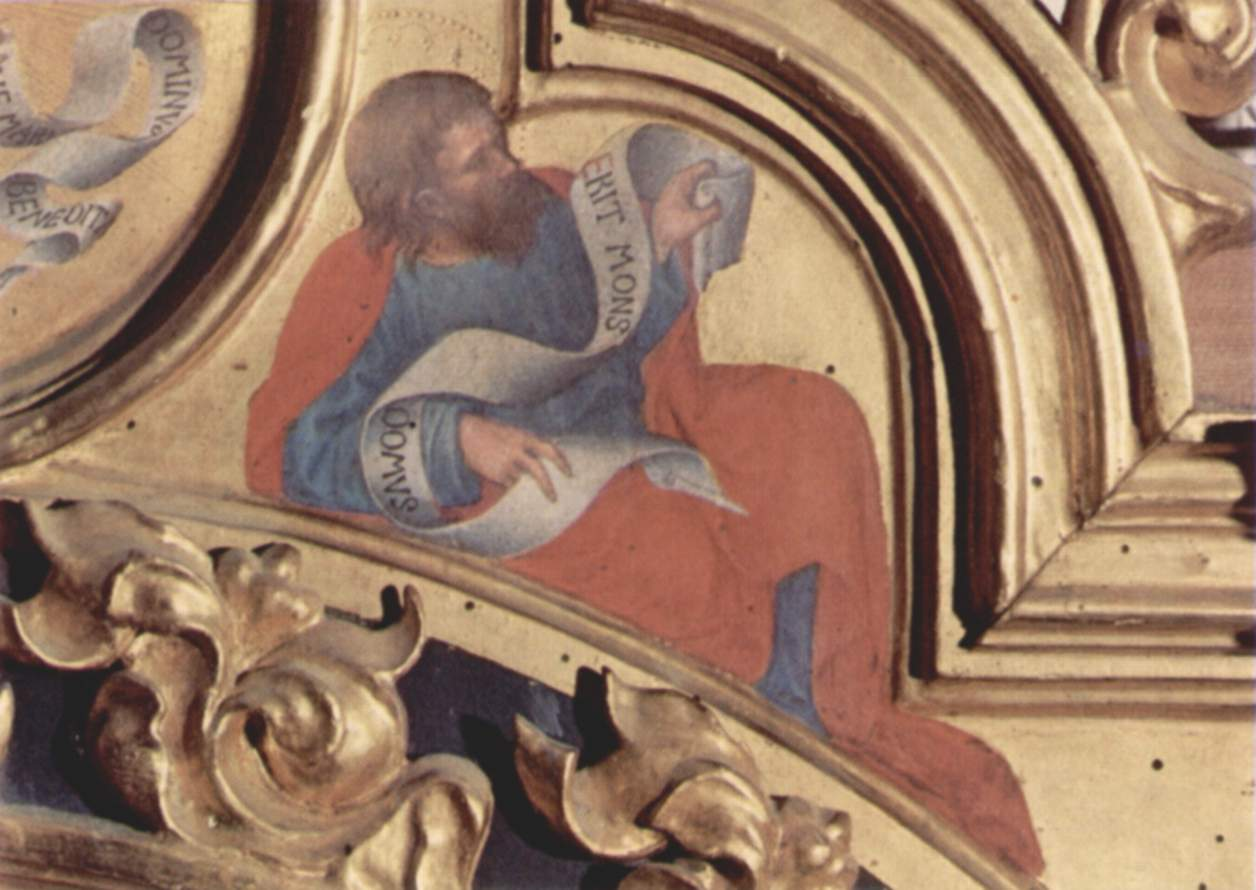
Michée.
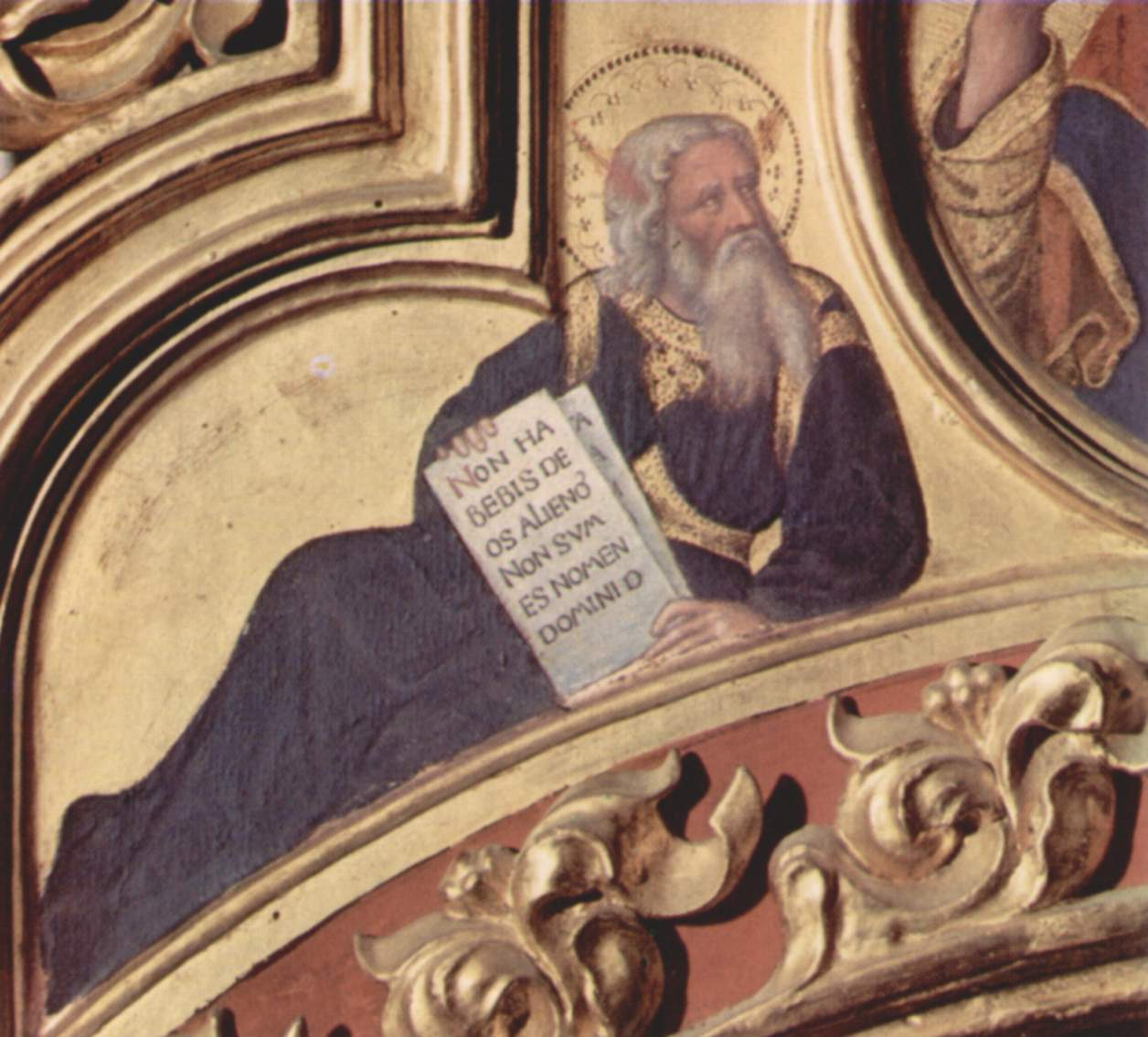
Moïse.
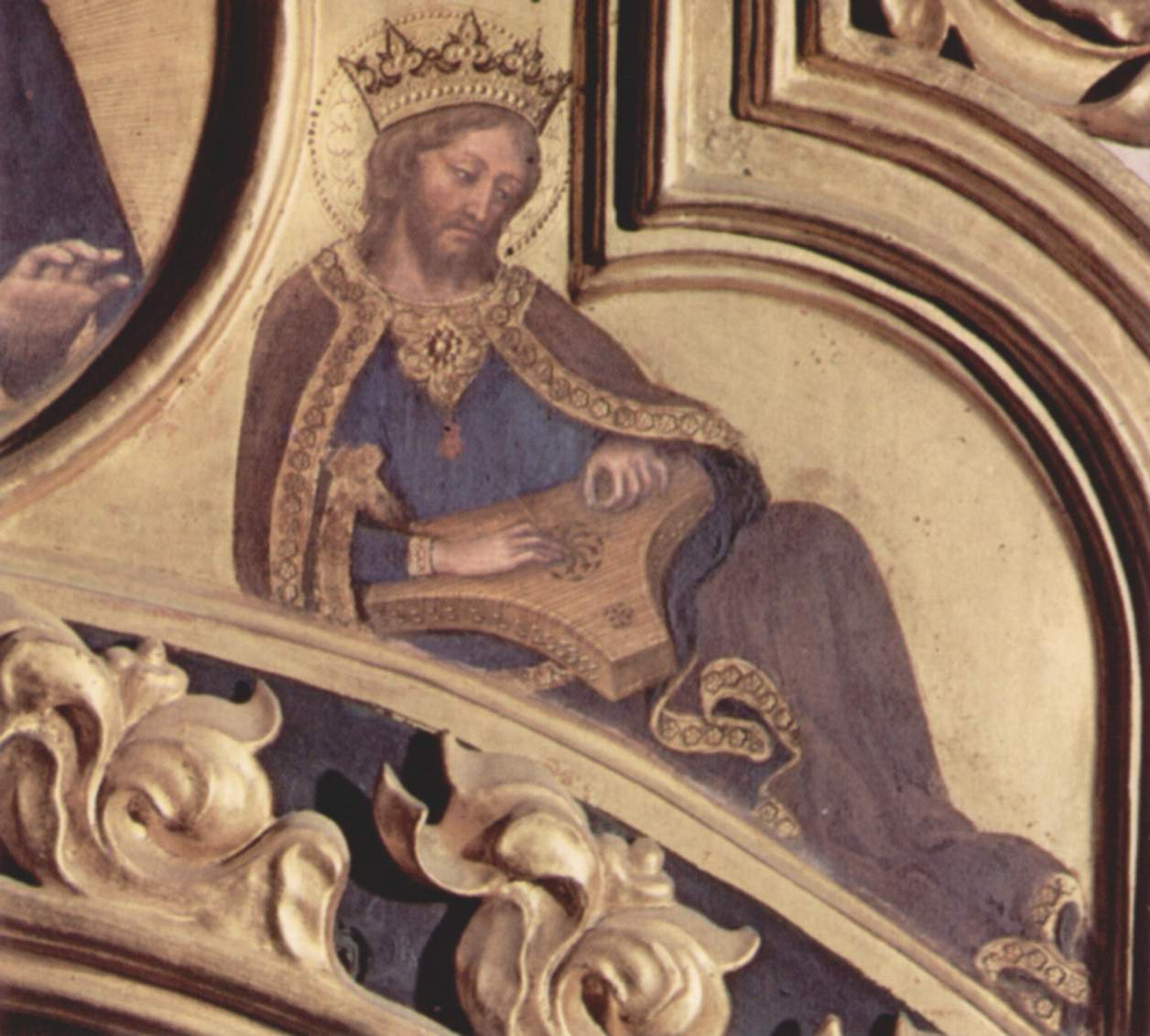
David.
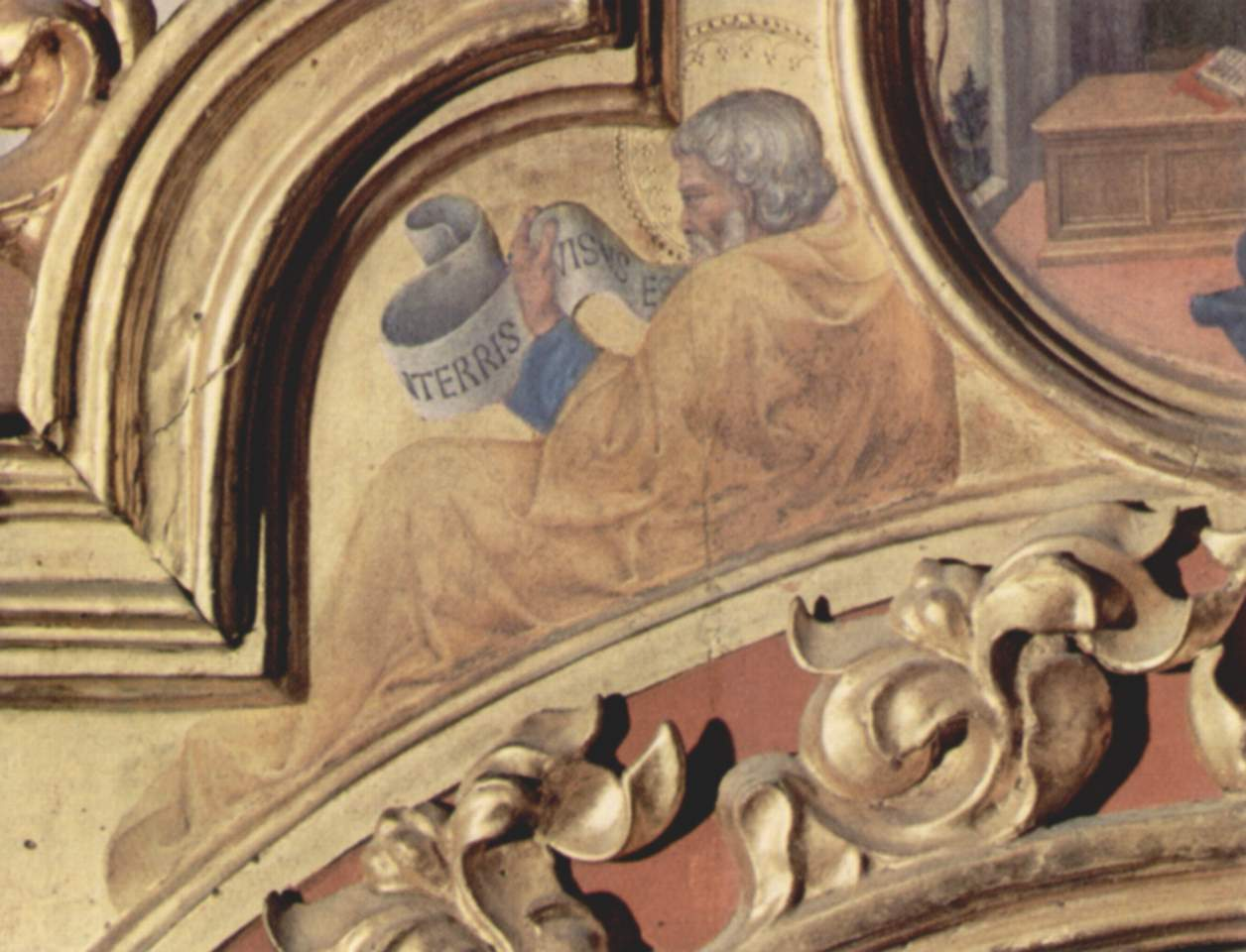
Baruch ben Neria.
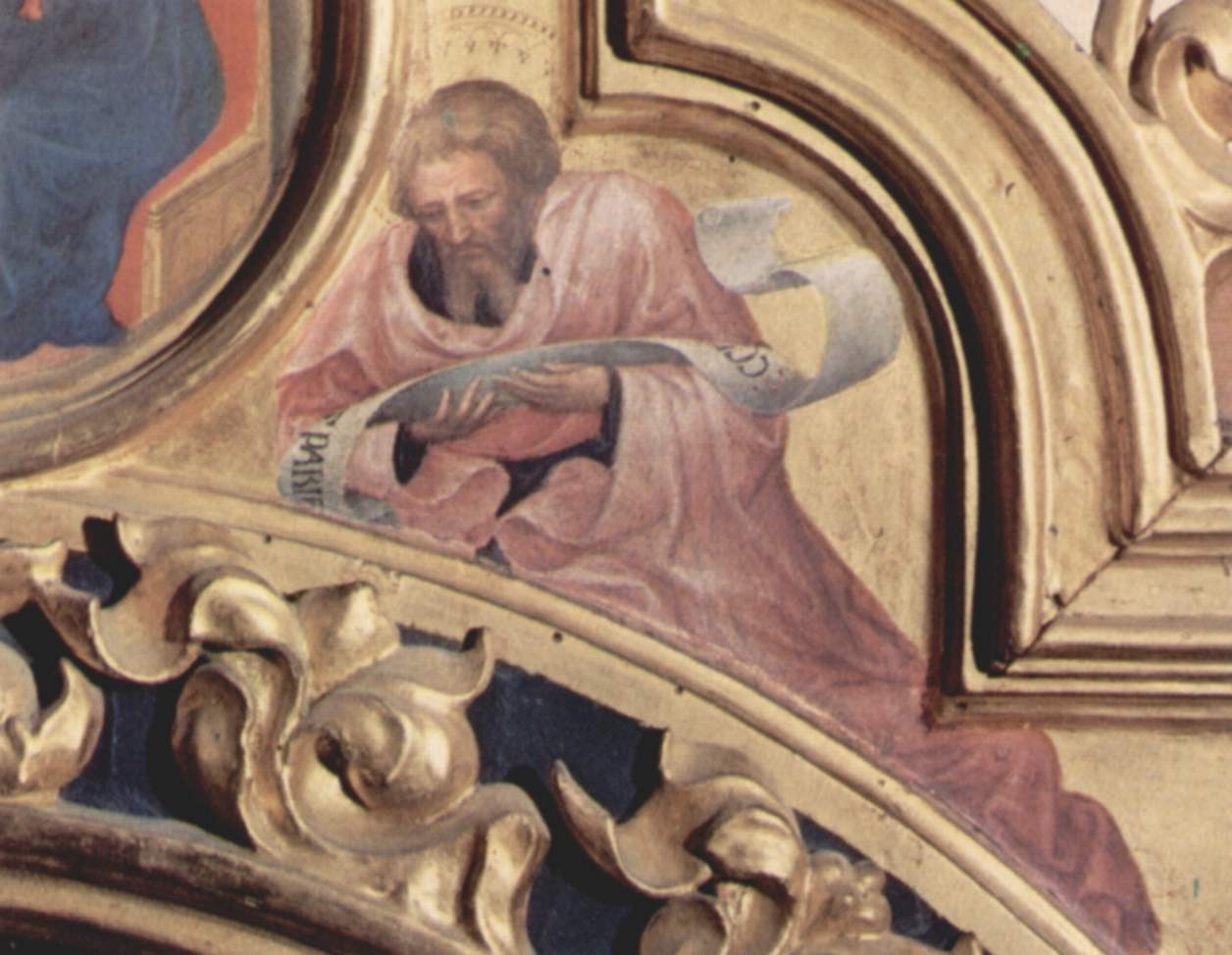
Isaïe.

Prédelle
- Nativité,
- Repos pendant la fuite en Égypte
- Présentation au Temple (original au musée du Louvre)

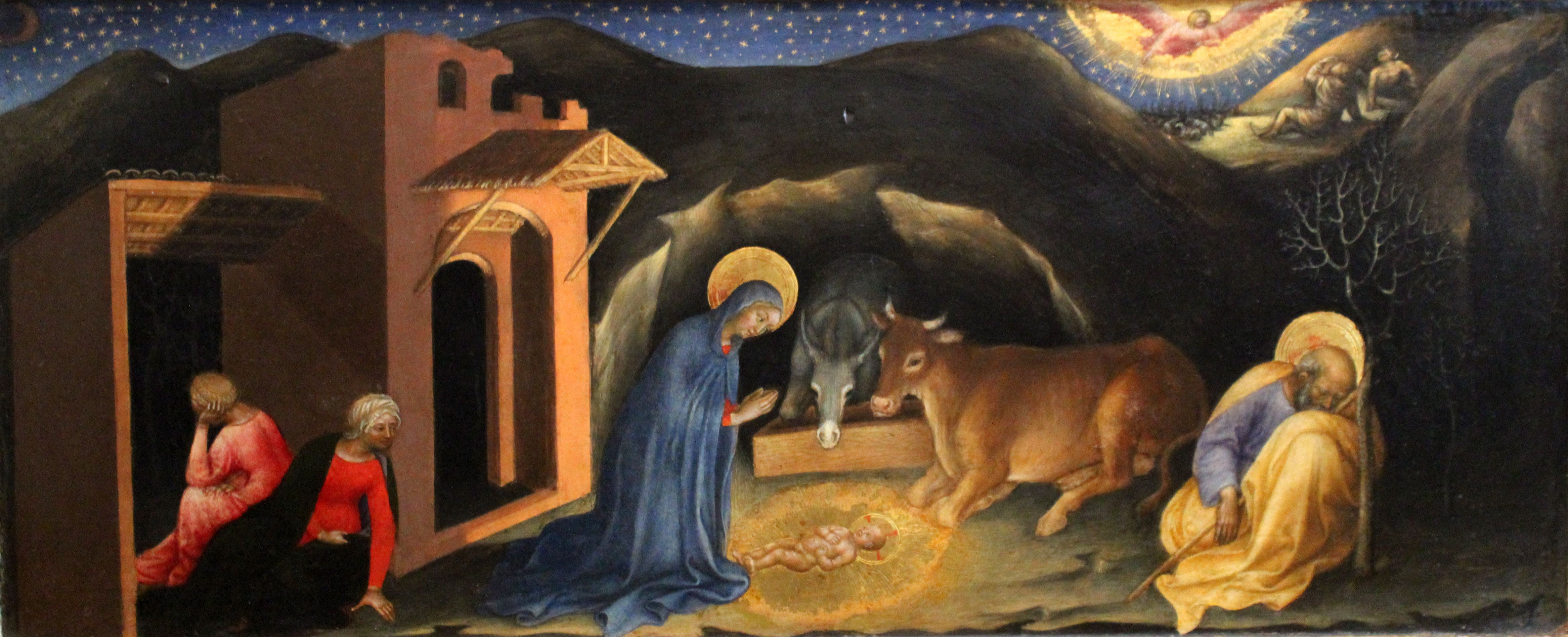
Nativité.
Fuite en Égypte.
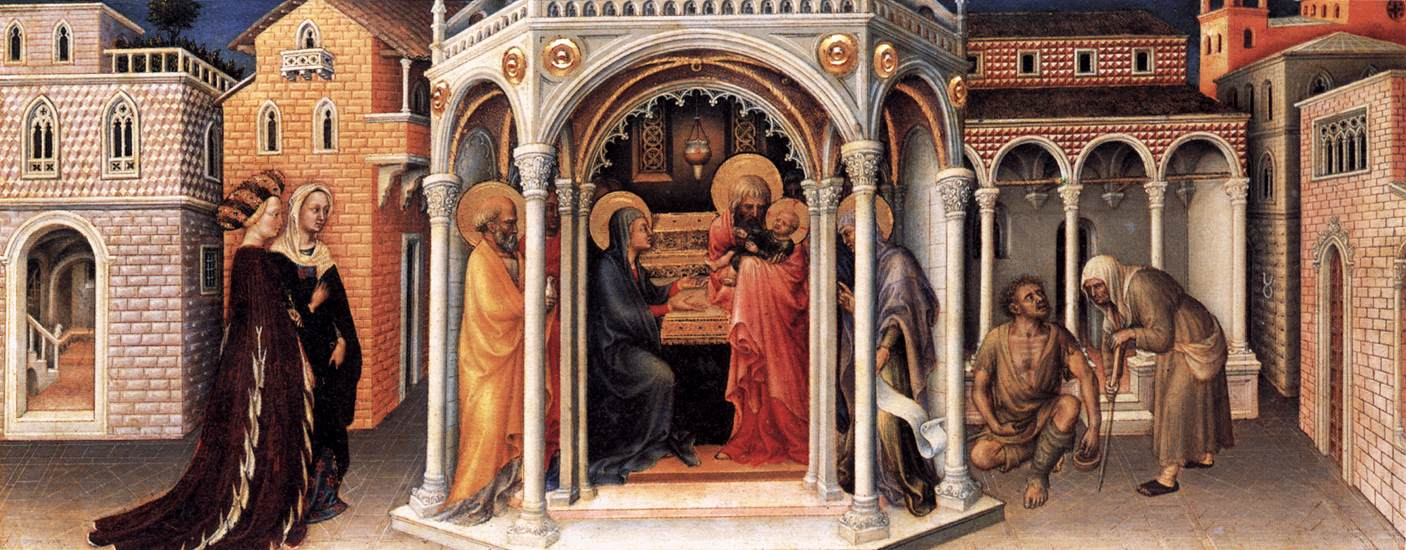
Présentation au Temple.

## Analyse
L'œuvre bien que datée de 1423 et marquée de quelques innovations florentines (continuité spatiale sous les trois arcades limitées aux consoles sans colonnettes) reste ancrée stylistiquement dans le gothique international : encadrement architectural aux décorations florales stylisées, préciosité de la réalisation avec fond d'or et argent, juxtaposition de plusieurs temporalités polyptyque (voyage des mages en trois scènes des arcades), costumes anachroniques (la Sainte Famille à l'antique, le cortège en habit contemporain), absence de perspective fuyante dans le panneau principal dans lequel s'empilent les protagonistes ramassés (hommes et chevaux) dans un même plan écrasé, auréoles circulaires vues de face, rochers et architecture de fronton théâtraux, sources de lumières indistinctes ; seuls les panneaux de la prédelle exposent un ciel bleu et des éclairages différenciés.
Si une perspective existe bien dans l'image, les figures de l'arrière-plan sont nettement diminuées par rapport à celles du premier plan. Il ne s'agit cependant pas d'une « perspective linéaire », la seule qui implique logiquement l'unité de l'action en définissant une spatialité géométriquement et obligatoirement unitaire : le peindre peut ainsi situer au premier plan l'arrivée du cortège des Rois, tandis que l'arrière-plan montre leur arrivée à Jérusalem et le parcours du pays. L'unité globale de l'espace pictural est narrative, elle se saisit à travers un parcours visuel clairement articulé : le cortège « entre » dans le champ du retable en haut à gauche, il se dirige vers la droite, il entre dans la ville ; il en « ressort  » sur la droite pour « descendre » vers la crèche et la rejoindre selon un mouvement de la droite vers la gauche. L'unité de l'œuvre se rassemble dans cette succession : la prédelle elle-même continue le mouvement, ses trois panneaux se « lisent » à nouveau de la gauche vers la droite, liés au mouvement indiqué au registre principal. Les figures instaurent l'espace peint par leur mouvement suggéré sur la surface. La narration se fait selon le principe « gothique » de la juxtaposition des lieux parcourus successivement par les figures ; c'est le principe même des cassoni que l'on retrouve tout au long des trois premiers quarts du Quattrocento.
L'image est brillante ; par son luxe, elle plonge le fidèle dans l'admiration et, donc, dans la dévotion. Les prestiges de la peinture sont utilisés à plein pour séduire les yeux et, à travers eux, l'esprit et l'âme du spectateur. Cette image constitue aussi l'affirmation très cohérente d'un style.

## Postérité
Le tableau fait partie du musée imaginaire de l'historien français Paul Veyne, qui le décrit dans son ouvrage justement intitulé Mon musée imaginaire.